# Fotofereza
Fotofereza pozaustrojowa (ang. extracorporeal photopheresis, ECP) – to rodzaj cytaferezy, polegająca na odseparowaniu limfocytów i ich pozaustrojowym napromienieniu promieniami UVA, po ich uprzednim uwrażliwieniu środkami zwiększającymi wrażliwość na nadfiolet, psoralenami.
Jest to metoda lecznicza, która znajduje zastosowanie w terapii:
- chłoniaków skóry
- reakcji przeszczep przeciwko gospodarzowi
- ciężkich postaci łuszczycy
- liszaja płaskiego
- pęcherzycy